# 里沃里 (罗讷省)
里沃里（法語：Riverie，法語發音：[ʁivʁi]）是法国罗讷省的一个市镇，属于里昂区。里沃里仅有0.42平方公里，是法国面积第十小的市镇。

## 地理
里沃里（45°35'59"N, 4°35'19"E）面积0.42 平方千米，位于法国奥弗涅-罗讷-阿尔卑斯大区罗讷省，该省份为法国中东部省份，北起顺时针与索恩-卢瓦尔省、安省、里昂大都会、伊泽尔省和卢瓦尔省接壤。
与里沃里接壤的市镇（或旧市镇、城区）包括：圣卡特琳、沙巴尼耶尔。

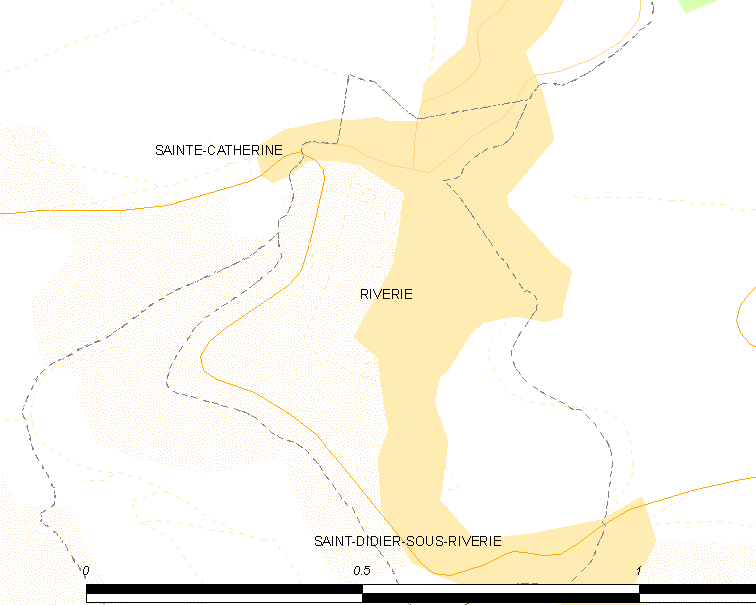
的OSM定位图

里沃里的时区为UTC+01:00、UTC+02:00（夏令时）。

## 行政
里沃里的邮政编码为69440，INSEE市镇编码为69166。

## 政治
里沃里所属的省级选区为莫尔南县。

## 人口

1962-2008年间人口变化图示

里沃里于2022年1月1日时的人口数量为307人。